# Nerses I
Nerses I  (Armeens: Սուրբ Ներսես Ա. Մեծ) (326 - 373) was patriarch van de Armeens-Apostolische Kerk (353 - 373). Hij was van grote betekenis voor de ontwikkeling van de Armeense kerk.
Nerses bracht zijn jeugd door in Caesarea (Kayseri) en trouwt met Sanducht Mamikonian. Na de snelle dood van zijn vrouw wordt hij benoemd tot zwaarddrager van koning Ashak II maar hij treedt al snel toe tot de geestelijkheid. In 353 wordt hij unaniem gekozen tot patriarch. Nerses maakt van het christendom een volksgodsdienst. Hij stelt op het concilie van Ashtishat een groot aantal wetten vast over huwelijk, vasten, incest en rouw (verbod op zelfverminking). Bouwt scholen en ziekenhuizen en zendt predikers door het gehele land.
Ook is Narses politiek actief, hij reist naar Constantinopel om Romeinse steun te vragen tegen de Perzen maar hij krijgt ruzie met keizer Valens omdat hij diens Ariaanse overtuiging bekritiseert. Daarop wordt hij verbannen naar Edessa. In 369 wordt hij door de nieuwe koning Pap in zijn ambt hersteld maar ook met hem komt hij in conflict: ook Pap is Ariaans en Nerses ontzegt hem de toegang tot de kerk. Pap nodigt Nerses uit voor een banket om de geschillen bij te leggen, maar tijdens dit banket (25 juli 373) wordt Nerses vermoord.
Nerses wordt in de Armeense kerk als heilige vereerd.